# Alekszej Nyikolajevics Koszigin
Alekszej Nyikolajevics Koszigin (oroszul: Алексей Николаевич Косыгин; Szentpétervár, 1904. február 21. – Moszkva, 1980. december 18.) orosz nemzetiségű szovjet politikus, 1964-től 1980-ig a Szovjetunió Minisztertanácsának elnöke.

## Életpályája
Részt vett az 1917-es októberi orosz forradalomban, 1919 és 1921 között a Petrográdi Egyetemen tanult. 1924-től 1934-ig egy fogyasztási szövetkezetben dolgozott Szibériában. 1927-ben felvették a pártba. 1935-ben Leningrádba került, egy éven át a Leningrádi Textilipari Főiskolára járt, melynek befejezése után egy textilgyár igazgatójává nevezték ki. 1938-ban Leningrádi Városi Tanácsban magas beosztást kapott, 1939-ben pedig a Szovjetunió textilipari népbiztosa lett. 1940 és 1946 között a Népbiztosok Tanácsa, valamint 1943-tól az Oroszországi SZSZSZK Minisztertanácsának helyettes elnöki posztját töltötte be. 1964-től 1980-ig a Szovjetunió Minisztertanácsának elnöke volt.

## Művei magyarul
- A kommunizmus újabb győzelmei felé. Az SZKP 23. kongresszusa Moszkva, 1966. márc. 29.–ápr. 8.; Leonyid Iljics Brezsnyev, Alekszej Nyikolajevics Koszigin, Kádár János beszédével; Kossuth, Bp., 1966
- A Szovjetunió Kommunista Pártja XXIV. Kongresszusa. 1971. március 30–április 9.; Leonyid Iljics Brezsnyev, Alekszej Nyikolajevics Koszigin, Kádár János beszédével; Kossuth, Bp., 1971
- A szovjet gazdaság a nép szolgálatában Válogatott beszédek és cikkek; ford. Gerő Ernő; Kossuth–Kárpáti, Bp.–Uzsgorod, 1976